# 鳴滝 (徳島市)
鳴滝（なるたき）は、徳島県徳島市飯谷町にある、二級河川・勝浦川支流にかかる滝。とくしま市民遺産選定。

## 地理
落差35mは徳島市に存在する滝のなかで最も長い（ただし落差20mと表記している場合もある）。滝のすぐ横には大師堂と鳴滝休息所がある。
徳島市飯谷町には鳴滝の他に同じ勝浦川支流に七釜もかかる。

## 交通
- JR徳島駅前より徳島バス勝浦線「飯谷小学校前」下車、徒歩約10分。
- 国道55号「勝浦橋」より6.5km、車で約10分。